# Bøf lindström
Bøf lindström (bøf Lindstrøm, bøf à la Lindström, svensk: biff à la Lindström) er en svensk kødret bestående af hakket oksekød, hakket løg, kapers, hakket syltet rødbede, æg og revet kartoffel, der blandes til en fars og steges.
Ingredienserne minder om tatar, der imidlertid ikke steges, eller pariserbøf, hvor det kun er kødet, der steges til en hakkebøf og serveres med det øvrige som tilbehør.
Der er flere traditionelle forklaringer på rettens opståen og på, hvem der har lagt navn til den. Ifølge én tradition blev retten skabt, da en finsk-svensk-russisk officer ved navn Lindström gik ind på Hotel Witt i Kalmar den 4. maj 1862 og bestilte en tatarbøf med tilbehør (uden peberrod), hvorefter han blandede ingredienserne sammen og bad om at få dem stegt. Andre henfører retten til den norske polarfarer Henrik Lindstrøm eller andre med efternavnet Lindström.